# Marketing 1a1
O Marketing 1a1 em inglês:  marketing 1to1, é uma forma de marketing individualizado e personalizado, desenvolvido inicialmente por Martha Rogers e Don Peppers.
De forma resumida indicam quatro passos para se realizar com o cliente esta estratégia:
1. Identificar, o que consiste em enxergar seus clientes, colhendo dados e principalmente mensurando suas ações nos diversos pontos de contato com eles, seja online ou offline.
2. Diferenciar, o que consiste em ter uma ferramenta adequada que lhe permita segmentar clientes e prospects.
3. Aproximar-se, ou seja, iniciar um diálogo contínuo com estes clientes de maneira a incrementar constantemente o conhecimento sobre cada um deles, especialmente quanto às suas necessidades, desejos e comportamento.
4. Personalizar, adaptando sua oferta de acordo com a individualidade de seus clientes.

No Marketing 1a1, a empresa deixa de ser orientada somente pelo produto e passa a enxergar os clientes. Assim é possível conquistar fidelidade e ativá-los de forma pertinente, garantindo aumento do valor do cliente.